# 一音会ミュージックスクール
一音会（いちおんかい）は東京都豊島区長崎に所在する音楽教育の私塾。主に幼児・学童を対象にした音感教育・情操教育を行う。
就学前幼児の音感を養うなど、早期の教育が必要である音楽の特性にしたがってカリキュラムを組む。創業者の故・江口寿子の幼児教育・児童教育方法の流れに沿う。